# Fortidsminneforeningen

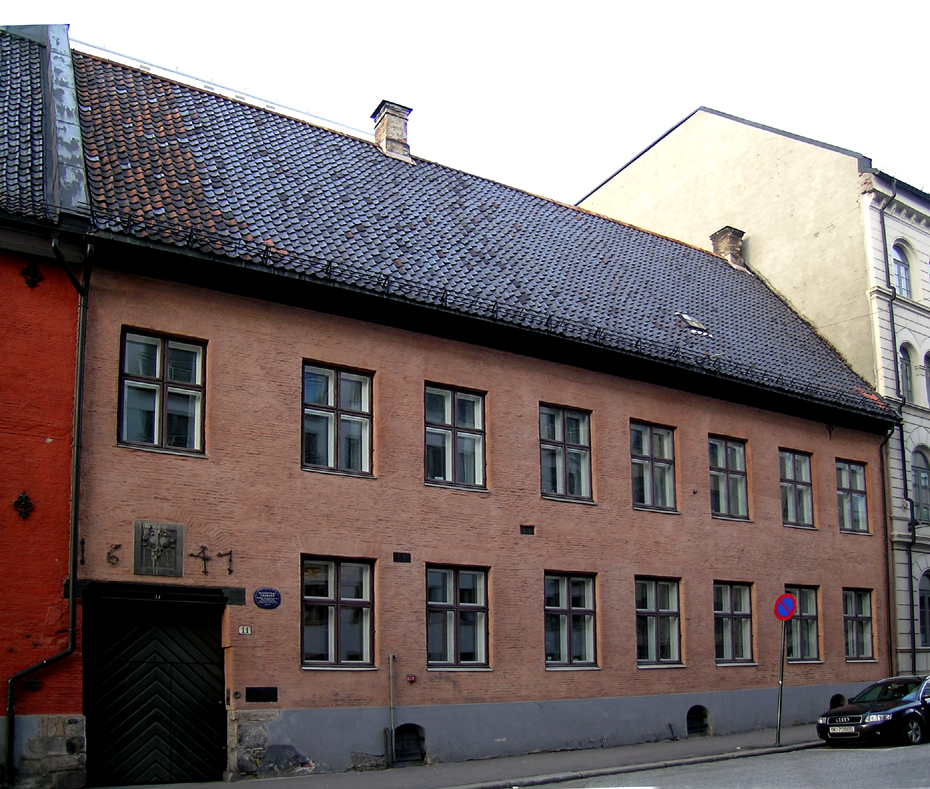
Fortidsminneforeningens huvudkontor i Magistratgården i Oslo.

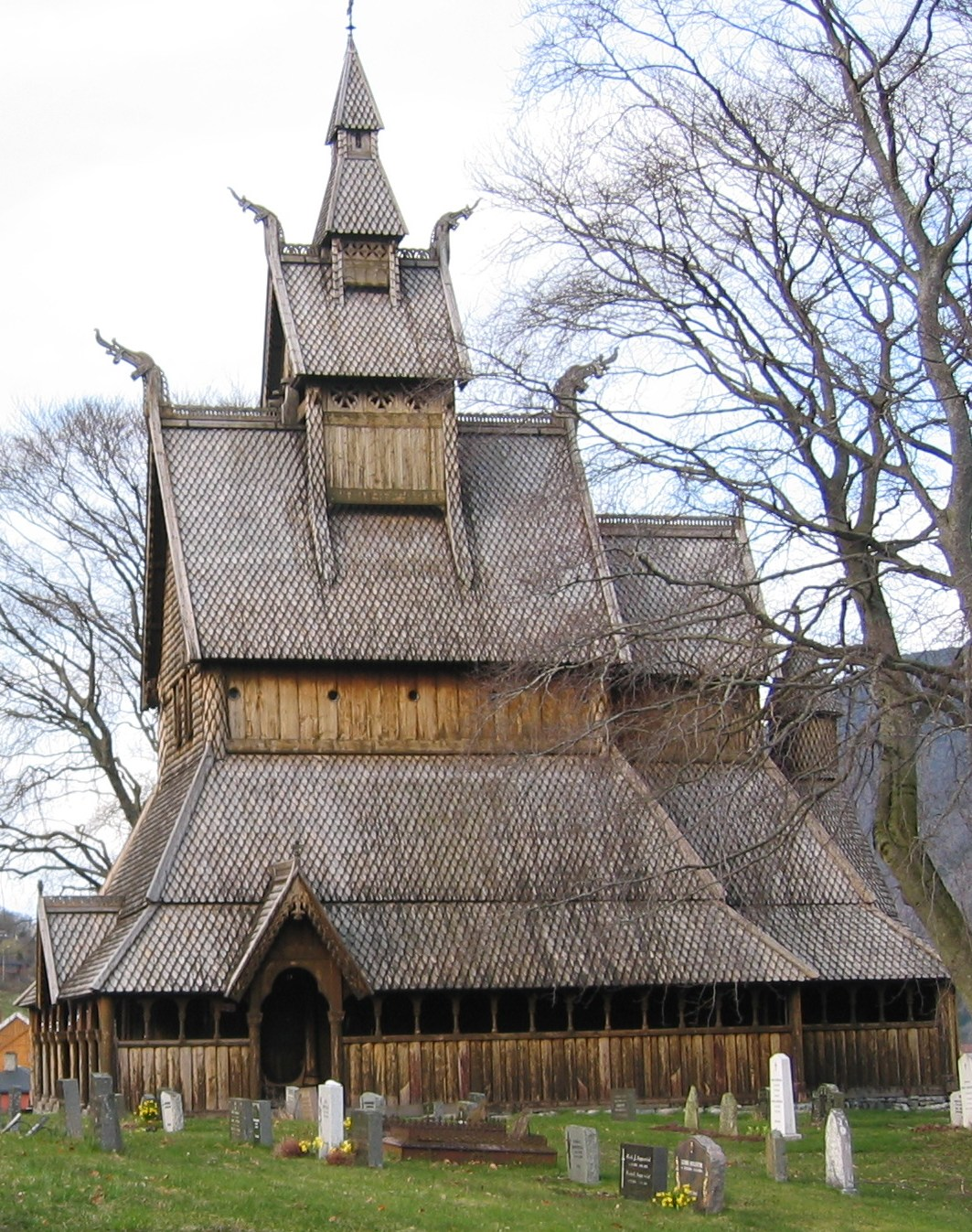
Hopperstads stavkyrka.

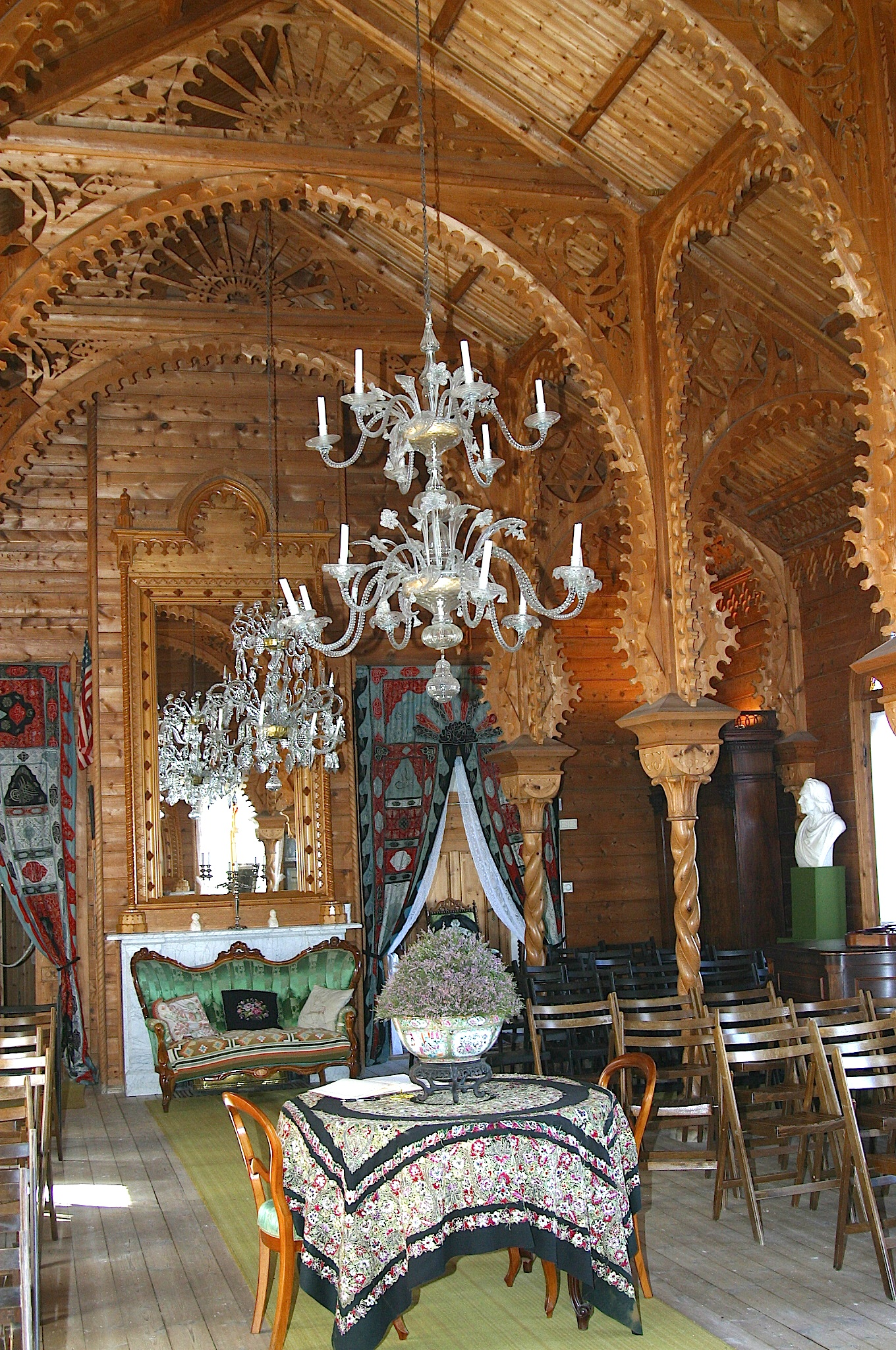
Interiör från Lysøen.

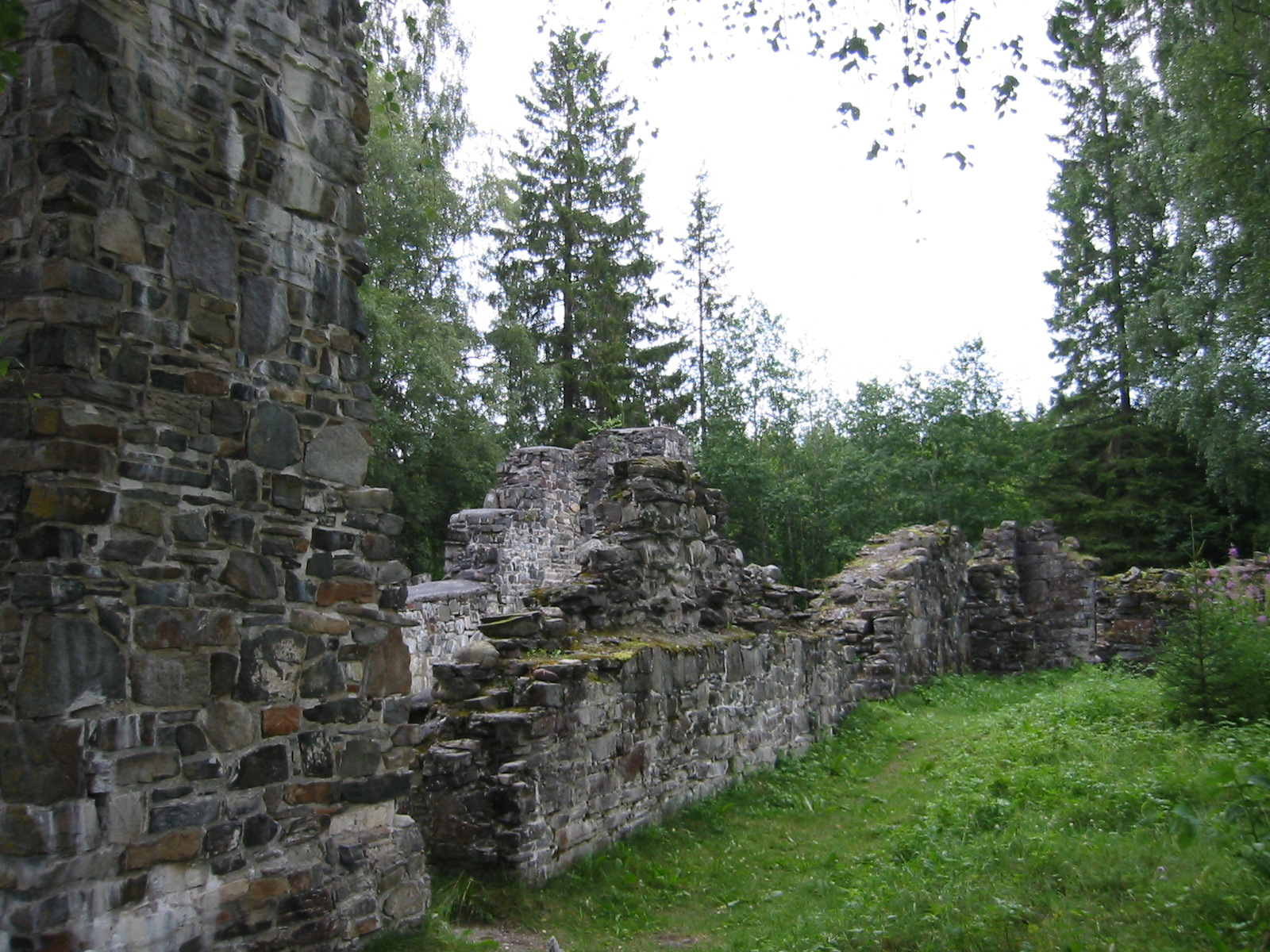
Munkeby kloster.

Fortidsminneforeningen, egentligen Foreningen til norske Fortidsminnesmerkers Bevaring, är en norsk förening som arbetar för bevarande av fornminnen och kulturminnen, i synnerhet byggnader och bebyggda miljöer. Föreningen stiftades 1844 på initiativ av bland annat konstnären Johan Christian Dahl. 
Föreningen har (2007) omkring 8000 medlemmar i 21 lokalavdelningar och är medlem av 
Norges kulturvernforbund. Den ger ut tidskriften Fortidsvern.
Föreningen arbetar med att:
- skydda kulturminnen
- stärka kulturminnesskyddet i offentlig regi
- skapa bättre förutsättningar för ideellt kulturminnesskydd
- förmedla kunskap om kulturminnen

## Egendomar
Föreningen äger och förvaltar ett 40-tal objekt: herrgårdar, fästningar, fyrtorn, slottsruiner och kyrkor, gårdar, sätervallar, stadskvarter och telefonkiosker. 
Några av föreningens egendomar:
- Borgunds stavkyrka
- Finnesloftet
- Hestads kapell
- Holdhus kyrka
- Hopperstads stavkyrka
- Hove kyrka
- Hustads kyrka (Inderøy)
- Huth fort
- Kaupangers stavkyrka
- Kvernes stavkyrka
- Logtuns kyrka
- Ole Bulls villa Lysøen
- Mosters gamla kyrka
- Munkeby kloster
- Nunnesäters kapell
- Nore stavkyrka
- Nyholmens fyr
- Per Amundsagården
- Rasmusgården
- Reins kloster
- Rödvens stavkyrka
- Steinvikholmen festning
- Tautra kloster
- Torpo stavkyrka
- Urnes stavkyrka
- Uvdals stavkyrka
- Vöienvoldens gård